# 諧振子

一個無阻尼彈簧 - 質量體系統構成一個簡諧振子。

古典力學中，一個諧振子（英語：harmonic oscillator）乃一個系統，當其從平衡位置位移，會感受到一個恢復力{\displaystyle F}正比於位移{\displaystyle x}，並遵守虎克定律：
{\displaystyle F=-kx\,}
其中{\displaystyle k}是一個正值常數。
如果{\displaystyle F}是系統僅受的力，則系統稱作簡諧振子（簡單和諧振子）。而其進行簡諧運動——正中央為平衡點的正弦或餘弦的振動，且振幅與頻率都是常數（頻率跟振幅無關）。
若同時存在一摩擦力正比於速度，則會存在阻尼現象，稱這諧振子為阻尼振子。在這樣的情形，振動頻率小於無阻尼情形，且振幅隨著時間減小。
若同時存在跟時間相關的外力，諧振子則稱作是受驅振子。
力學上的例子包括了單擺（限於小角度位移之近似）、連接到彈簧的質量體，以及聲學系統。其他的相類系統包括了電學諧振子（electrical harmonic oscillator，參見RLC電路）。

## 簡諧振子
簡諧振子沒有驅動力，也沒有摩擦（阻尼），所以淨力單純為：
{\displaystyle F=-kx\,}
利用牛頓第二定律
{\displaystyle F=ma=-kx\,}
則加速度{\displaystyle a}等於是{\displaystyle x}的二次微分導數：
{\displaystyle m{\frac {\mathrm {d} ^{2}x}{\mathrm {d} t^{2}}}=-kx}
若定義{\displaystyle {\omega _{0}}^{2}=k/m}，則方程式可以寫為如下：
{\displaystyle {\frac {\mathrm {d} ^{2}x}{\mathrm {d} t^{2}}}+{\omega _{0}}^{2}x=0}
可以觀察到：
{\displaystyle {\frac {\mathrm {d} ^{2}x}{\mathrm {d} t^{2}}}={\ddot {x}}={\frac {\mathrm {d} {\dot {x}}}{\mathrm {d} t}}{\frac {\mathrm {d} x}{\mathrm {d} x}}={\frac {\mathrm {d} {\dot {x}}}{\mathrm {d} x}}{\frac {\mathrm {d} x}{\mathrm {d} t}}={\frac {\mathrm {d} {\dot {x}}}{\mathrm {d} x}}{\dot {x}}}
然後代回原式得到
{\displaystyle {\frac {\mathrm {d} {\dot {x}}}{\mathrm {d} x}}{\dot {x}}+{\omega _{0}}^{2}x=0}
{\displaystyle \mathrm {d} {\dot {x}}\cdot {\dot {x}}+{\omega _{0}}^{2}x\cdot \mathrm {d} x=0}
積分可得
{\displaystyle {\dot {x}}^{2}+{\omega _{0}}^{2}x^{2}=K}
其中K是積分常數，設K = (A ω0)2
{\displaystyle {\dot {x}}^{2}=A^{2}{\omega _{0}}^{2}-{\omega _{0}}^{2}x^{2}}
{\displaystyle {\dot {x}}=\pm {\omega _{0}}{\sqrt {A^{2}-x^{2}}}}
{\displaystyle {\frac {\mathrm {d} x}{\pm {\sqrt {A^{2}-x^{2}}}}}={\omega _{0}}\mathrm {d} t}
經過積分，結果（包括積分常數φ）為
{\displaystyle {\begin{cases}\arcsin {\frac {x}{A}}=\omega _{0}t+\phi \\\arccos {\frac {x}{A}}=\omega _{0}t+\phi \end{cases}}}
並有一般解
{\displaystyle x=A\cos {(\omega _{0}t+\phi )}\,}
其中振幅{\displaystyle A\,}以及相位{\displaystyle \phi \,}可透過初始條件來決定。
另外也可以將一般解寫成
{\displaystyle x=A\sin {(\omega _{0}t+\phi )}\,}
其中{\displaystyle \phi \,}的值與前面形式相比，偏移了{\displaystyle \pi /2\,}；
又可以寫作
{\displaystyle x=A\sin {\omega _{0}t}+B\cos {\omega _{0}t}\,}
其中{\displaystyle A\,}與{\displaystyle B\,}為透過初始條件決定的常數，以替代前面形式的{\displaystyle A\,}與{\displaystyle \phi \,}。
振動頻率則為
{\displaystyle f={\frac {\omega _{0}}{2\pi }}}
動能為
{\displaystyle T={\frac {1}{2}}m\left({\frac {\mathrm {d} x}{\mathrm {d} t}}\right)^{2}={\frac {1}{2}}kA^{2}\sin ^{2}(\omega _{0}t+\phi )}.
以及勢能（位能）為
{\displaystyle U={\frac {1}{2}}kx^{2}={\frac {1}{2}}kA^{2}\cos ^{2}(\omega _{0}t+\phi )}
所以系統總能為定值：
{\displaystyle E={\frac {1}{2}}kA^{2}}

## 受驅諧振子
一受驅諧振子滿足如下非齊次（nonhomogeneous）二階線性微分方程
{\displaystyle {\frac {\mathrm {d} ^{2}x}{\mathrm {d} t^{2}}}+{\omega _{0}}^{2}x=A_{0}\cos(\omega t)}，
其中{\displaystyle A_{0}}是驅動振幅而{\displaystyle \omega }是驅動頻率，針對的是一弦波式的驅動機制。這樣的系統出現在交流LC（電感L-電容C）電路以及理想化的彈簧系統（沒有內部力學阻力或外部的空氣阻力）。

## 阻尼諧振子
一阻尼諧振子滿足如下二階微分方程
{\displaystyle {\frac {\mathrm {d} ^{2}x}{\mathrm {d} t^{2}}}+{\frac {b}{m}}{\frac {\mathrm {d} x}{\mathrm {d} t}}+{\omega _{0}}^{2}x=0}，
其中{\displaystyle b}是由實驗決定的阻尼常數，滿足關係式{\displaystyle F=-bv}。遵守此方程式的系統，其中一例為置於水中的加權彈簧（weighted spring），若假設水所施的阻尼力與速度{\displaystyle v}呈線性比例關係。
阻尼諧振子的頻率為
{\displaystyle \omega _{1}={\sqrt {\omega _{0}^{2}-R_{m}^{2}}}}
其中
{\displaystyle R_{m}={\frac {b}{2m}}}。

## 受驅阻尼振子
受驅阻尼振子滿足方程式
{\displaystyle m{\frac {\mathrm {d} ^{2}x}{\mathrm {d} t^{2}}}+r{\frac {\mathrm {d} x}{\mathrm {d} t}}+kx=F_{0}\cos(\omega t)}。
其一般解為兩個解的和，一為暫態解（無驅動阻尼諧振子之齊次常微分方程的解），與初始條件相關；另一為穩態解（非齊次常微分方程式之特殊解），與初始條件無關，只與驅動頻率、驅動力、阻尼力有關。
穩態解為
{\displaystyle x(t)={\frac {F_{0}}{Z_{m}\omega }}\sin(\omega t-\phi )}
其中
{\displaystyle Z_{m}={\sqrt {r^{2}+\left(\omega m-{\frac {k}{\omega }}\right)^{2}}}}
為阻抗（impedance）或線性響應函數（linear response function）之絕對值
{\displaystyle Z=r+i\left(\omega m-{\frac {k}{\omega }}\right)}
而
{\displaystyle \phi =\arctan \left({\frac {\omega m-{\frac {k}{\omega }}}{r}}\right)}
為相對於驅動力（相位定為0）的振動相位。
可以觀察到，當在某特定驅動頻率{\displaystyle \omega }時，振子振動之振幅（相對於一給定之{\displaystyle F_{0}}）達到最大。這發生在頻率為
{\displaystyle {\omega }_{r}={\sqrt {{\frac {k}{m}}-2\left({\frac {r}{2m}}\right)^{2}}}}
之時，而此現象稱之為（位移上的）共振。
總結來說，在穩態時，振動頻率等同於驅動力的頻率，但振動與驅動力在相位上有偏移；且振幅大小與驅動頻率相關，當驅動頻率與振動系統偏好（共振）頻率相同時，振幅達到最大。
例子：RLC電路；電阻類比於阻尼。

## 完整數學描述
多數諧振子，至少近似上地說，是在解以下的微分方程式：
{\displaystyle {\frac {\mathrm {d} ^{2}x}{\mathrm {d} t^{2}}}+{\frac {b}{m}}{\frac {\mathrm {d} x}{\mathrm {d} t}}+{\omega _{0}}^{2}x=A_{0}\cos(\omega t)}
其中t是時間，b是阻尼常數，ωo是本徵角頻率，而Aocos(ωt)代表驅動系統的某種事物，其振幅Ao而角頻率ω。x是進行振盪的被測量量；可以是位置、電流或其他任何可能的物理量。角頻率與頻率f有關，關係式為
{\displaystyle f={\frac {\omega }{2\pi }}}。

### 重要項
- 振幅：偏離平衡點的最大的位移量。
- 週期：系統完成一個振盪循環所需的時間，為頻率的倒數。
- 頻率：單位時間內系統執行的循環總數量（通常以赫茲 = 1/秒為量度）。
- 角頻率：{\displaystyle \omega =2\pi f}
- 相位：系统完成了循环的多少（开始时，系统的相位为零；完成了循环的一半时，系统的相位为{\displaystyle \pi }）。
- 初始條件：t = 0时系统的状态。